# Siempre tuya desde la raíz
«Siempre tuya desde la raíz» es una canción interpretada por la cantante mexicana Paulina Rubio e incluida en su cuarto álbum de estudio, Planeta Paulina (1996), su último trabajo discográfico publicado por EMI. Se lanzó como el primer sencillo del álbum el 3 de junio de 1996 y su producción estuvo a cargo de la misma cantante y el reconocido productor Marco Flores, mientras que la letra y música fue compuesta por Karla Aponte, César Lemos y Rodolfo Castillo. 

## Antecedentes
A principios de 1995 Paulina Rubio ya había lanzado una canción con ritmos dance-pop y electropop, alejándose del sonido pop rock de sus producciones anteriores, se trataba de «Te daría mi vida», el primer sencillo su tercer álbum como solista El tiempo es oro (1995). Durante esos años también figuraron grandes canciones de intérpretes como Fey, Sentidos Opuestos, Kabah, Ov7 y Moenia con los mismos toques y ritmos musicales. Todo parecía una moda imitada de Norteamérica y Europa. Sin embargo en 1996 la cantante decidió publicar un álbum completo de canciones influenciadas por el dance, house y disco. 
«Siempre tuya desde la raíz» es una canción dance-pop con matices del electropop y vibras retro de la música de los años 70. Para esta canción hubo muchos remixes que se pusieron se estrenaron en los clubs y pubs de Latinoamérica. 

## Videoclip
El video musical de «Siempre tuya desde la raíz» fue dirigido por el director mexicano Fernando de Garay y fue filmado en un estudio de Los Ángeles, en los Estados Unidos. La mayor parte del video se hizo detrás de una pantalla verde, para de esa manera poder mostrar imágenes «futuristas» y «cibernéticas».
En el video se muestran a dos gemelas bailando paralelamente en diferentes escenarios. Al principio y al final del video se muestra una imagen artística que alude a la creación del universo. También se muestran algunas imágenes de un reloj y una pirámide, lo cual representa el tiempo.

## Formatos
| CD sencillo México. |                                              |          |  |
| N.º                 | Título                                       | Duración |  |
| 1.                  | «Siempre Tuya Desde La Raíz» (Álbum Versión) | 04:45    |  |

| Maxisencillo México. |                                              |          |  |
| N.º                  | Título                                       | Duración |  |
| 1.                   | «Siempre Tuya Desde La Raíz» (Álbum Versión) | 04:39    |  |
| 2.                   | «Siempre Tuya Desde La Raíz» (Remix 1)       | 06:48    |  |
| 3.                   | «Siempre Tuya Desde La Raíz» (Remix 2)       | 04:11    |  |
| 4.                   | «Open Up Your Heart» (Remix 1)               | 06:48    |  |
| 5.                   | «Siempre Tuya Desde La Raíz» (Remix 4)       | 06:44    |  |
| 6.                   | «Siempre Tuya Desde La Raíz» (Remix 5)       | 04:10    |  |
| 7.                   | «Open Up Your Heart» (Remix 2)               | 06:44    |  |

| The Remixes Estados Unidos. |                                                                          |          |  |
| N.º                         | Título                                                                   | Duración |  |
| 1.                          | «Siempre Tuya Desde La Raíz» (Álbum Versión)                             | 04:44    |  |
| 2.                          | «Siempre Tuya Desde La Raíz» (Planet Club Mix)                           | 06:52    |  |
| 3.                          | «Siempre Tuya Desde La Raíz» (Planet ·Radio Mix)                         | 04:15    |  |
| 4.                          | «Open Up Your Heart» (Planet ·Dub Mix)                                   | 06:52    |  |
| 5.                          | «Siempre Tuya Desde La Raíz» (House Club Mix)                            | 06:46    |  |
| 6.                          | «Siempre Tuya Desde La Raíz» (House ·Radio Mix)                          | 04:13    |  |
| 7.                          | «Siempre Tuya Desde La Raíz» (House ·Dub Mix)                            | 06:47    |  |
| 8.                          | «Siempre Tuya Desde La Raíz (Open Up Your Heart)» (Spanglish Planet Mix) | 06:52    |  |
| 9.                          | «Open Up Your Heart» (English Planet Mix)                                | 04:23    |  |
| 10.                         | «Siempre Tuya Desde La Raíz (Open Up Your Heart)» (Spanglish Club Mix)   | 06:44    |  |
| 11.                         | «Open Up Your Heart» (English ·Club Edit)                                | 04:11    |  |

## Créditos
| - Paulina Rubio – Voz principal, Corista - Paulina Rubio & Marco Flores - Productores ejecutivos - Karla Aponte – Letra - César Lemos, Rodolfo Castillo – Música - Marco Flores, Rodolfo Castillo - Correalización - Waner Chappell, Insignia Music Pub. – Editorial |